# شهرستان فریمان
شهرستان فریمان از شهرستان‌های استان خراسان رضوی می‌باشد. مرکز این شهرستان شهر فریمان است. قلندرآباد، سفیدسنگ و فرهادگرد دیگر شهرهای آن هستند.

## تقسیمات کشوری
این شهرستان در سال ۱۳۷۲ از شهرستان مشهد جدا و مستقل شده است. در حال حاضر، این شهرستان دارای دو بخش، شش دهستان و چهار شهر است.
- بخش مرکزی شهرستان فریمان
  - دهستان بالابند
  - دهستان سنگ بست
  - دهستان فریمان

شهرها: فریمان و فرهادگرد
- بخش قلندرآباد
  - دهستان سفیدسنگ
  - دهستان قلندرآباد

شهرها: قلندرآباد و سفیدسنگ

## جمعیت
بر پایه سرشماری عمومی نفوس و مسکن در سال ۱۳۹۵ جمعیت این شهرستان ۹۹٫۰۰۱ نفر (در ۲۸٫۶۴۱ خانوار) بوده است.